# سينان (إسفراين)
سينان (بالفارسية: سینان) هي قرية تقع في قسم آذري الريفي (مقاطعة إسفراين) في إيران. يقدر عدد سكانها بـ 374 نسمة بحسب إحصاء 2016.